# Палийски канон
Палийски канон (на Пали: Типитака) е стандартна колекция от свещени текстове в будистката школа Тхеравада, запазена на езика пали. Това е най-пълният съществуващ най-ранен будистки канон. Той е съставен в северна Индия, и е предаван устно чак до Четвъртия будистки събор, когато е записан в писмена форма за първи път в Шри Ланка през 29 г. пр.н.е., около четиристотин петдесет и четири години след смъртта на Шакямуни.
Палийският канон попада в три основни категории „кошници“ (питака). Поради това канонът е традиционно известен като Типитака (санскрит: Трипитака, „три кошници“). Трите питака са както следва:
1. Виная Питака („кошница на дисциплината“). Тя е сборник с правилата за монаси и монахини.
2. Сутта Питака (Сутра, „кошница с поговорки“), беседи, които най-вече се приписват на Буда и на някои негови ученици.
3. Абхидхамма Питака, различно описвана като философия, психология, метафизика и др.
Виная Питака и Сутта Питака са произведения, забележително подобни на други ранни будистки школи. Абхидхамма Питака обаче е строго част от свещените текстове на Теравада, като има малко общо с текстовете на Абхидхамма, които са признати от други будистки школи.